# Associazione Musei Ecclesiastici Italiani
L'Associazione Musei Ecclesiastici Italiani (AMEI) è un'istituzione culturale di volontari, fondata nel 1996 con scopo di stabilire un coordinamento tra le molte realtà museali ecclesiastiche presenti in Italia.
AMEI ha la sua legale a Pisa, mentre la sede operativa si trova a Trento, presso il Museo Diocesano Tridentino.